# Vincent Janssen
Vincent Petrus Anna Sebastiaan Janssen, noto semplicemente come Vincent Janssen (Heesch, 15 giugno 1994) è un calciatore olandese, attaccante dell'Anversa e della nazionale olandese.

## Biografia
È il figlio di Piet Janssen e Annemarie Verstappen, ex nuotatrice e campionessa del mondo olandese.

## Caratteristiche tecniche
Centravanti forte fisicamente, nonostante sia mancino sa calciare abilmente anche con il destro, bravo nel gioco aereo e nel proteggere palla è dotato di una buona freddezza sotto porta.

## Carriera

### Almere City
Nell'estate 2013 passa a parametro zero, all'Almere City, militando in Eerste Divisie. In due stagioni tra campionato e coppa gioca 74 partite e segna 32 gol.

### AZ Alkmaar
Il 1º luglio 2015, è stato ufficializzato il suo trasferimento all'AZ Alkmaar per 400.000 euro. Al termine della sua prima stagione in Eredivisie si laurea capocannoniere del torneo con 27 gol in 34 partite, staccando di una sola lunghezza Luuk de Jong.

### Tottenham e prestito al Fenerbahce
Il 12 luglio 2016 passa agli inglesi del Tottenham per 22 milioni, firmando un contratto quadriennale con gli Spurs. Segna 2 gol in 28 apparizioni di Premier League e 4 in 5 partite di coppa (2 in FA Cup e 2 in Coppa di Lega) mentre gioca 5 partite di Champions e 1 di Europa League senza segnare alcun gol.
Il 8 settembre 2017 lascia gli Spurs per trasferirsi in prestito al Fenerbahçe; qui segna 4 gol in 16 partite di campionato.
Ritornato a Londra, gioca solo 3 partite di Premier League 2018-2019 e 2 con la seconda squadra.

### Monterrey
Il 23 luglio 2019 viene ceduto al Monterrey in Messico per 9 milioni di dollari.
Nel 2020 si laurea capocannoniere della Copa MX con 7 reti segnate a pari merito con Kevin Castañeda.

### Nazionale
Il 25 marzo 2016 debutta ufficialmente con la nazionale olandese in amichevole ad Amsterdam, contro la Francia, subentrando al 81' al posto di Luuk de Jong.
Il 29 marzo successivo, gioca da titolare contro l'Inghilterra nell'amichevole disputata a Wembley, realizzando su calcio di rigore la sua prima rete in maglia Orange.

## Statistiche

### Presenze e reti nei club
Statistiche aggiornate al 13 dicembre 2023.
| Stagione           | Squadra            | Campionato         | Campionato | Campionato | Coppe nazionali | Coppe nazionali | Coppe nazionali | Coppe continentali | Coppe continentali | Coppe continentali | Altre coppe | Altre coppe | Altre coppe | Totale | Totale | Totale |
| Stagione           | Squadra            | Comp               | Pres       | Reti       | Comp            | Pres            | Reti            | Comp               | Pres               | Reti               | Comp        | Pres        | Reti        | Pres   | Reti   |        |
| ------------------ | ------------------ | ------------------ | ---------- | ---------- | --------------- | --------------- | --------------- | ------------------ | ------------------ | ------------------ | ----------- | ----------- | ----------- | ------ | ------ | ------ |
| 2013-2014          | Almere City        | ED                 | 35         | 10         | CO              | 1               | 0               | -                  | -                  | -                  | -           | -           | -           | 36     | 10     |        |
| 2014-2015          | Almere City        | ED                 | 34+2       | 19+1       | CO              | 2               | 2               | -                  | -                  | -                  | -           | -           | -           | 38     | 22     |        |
| Totale Almere City | Totale Almere City | Totale Almere City | 69+2       | 29+1       |                 | 3               | 2               |                    | -                  | -                  |             | -           | -           | 74     | 32     |        |
| 2015-2016          | AZ Alkmaar         | E                  | 34         | 27         | CO              | 5               | 1               | UEL                | 10                 | 3                  | -           | -           | -           | 49     | 31     |        |
| 2016-2017          | Tottenham          | PL                 | 27         | 2          | FACup+CdL       | 3+2             | 2+2             | UCL+UEL            | 5+1                | 0                  | -           | -           | -           | 38     | 6      |        |
| ago. 2017          | Tottenham          | PL                 | 1          | 0          | FACup+CdL       | 0+0             | 0               | UCL                | 0                  | 0                  | -           | -           | -           | 1      | 0      |        |
| set. 2017-2018     | Fenerbahçe         | SL                 | 16         | 4          | TK              | 2               | 1               | UEL                | 0                  | 0                  | -           | -           | -           | 18     | 5      |        |
| 2018-2019          | Tottenham          | PL                 | 3          | 0          | FACup+CdL       | 0               | 0               | UCL                | 0                  | 0                  | -           | -           | -           | 3      | 0      |        |
| Totale Tottenham   | Totale Tottenham   | Totale Tottenham   | 31         | 2          |                 | 5               | 4               |                    | 6                  | 0                  |             | -           | -           | 42     | 6      |        |
| 2019-2020          | Monterrey          | PD                 | 19+6       | 5+0        | CM              | 9               | 7               | -                  | -                  | -                  | -           | -           | -           | 34     | 12     |        |
| 2020-2021          | Monterrey          | PD                 | 25         | 7          |                 | -               | -               | CCL                | 3                  | 2                  | -           | -           | -           | 28     | 9      |        |
| 2021-2022          | Monterrey          | PD                 | 24+3       | 3+1        | -               | -               | -               | CCL                | 2                  | 0                  | Cmc         | 2           | 0           | 31     | 4      |        |
| Totale Monterrey   | Totale Monterrey   | Totale Monterrey   | 68+9       | 15+1       |                 | 9               | 7               |                    | 5                  | 2                  |             | 2           | 0           | 93     | 25     |        |
| 2022-2023          | Anversa            | PL                 | 30+6       | 16+2       | CB              | 5               | 3               | UECL               | 5                  | 0                  | -           | -           | -           | 46     | 21     |        |
| 2023-2024          | Anversa            | PL                 | 27         | 10         | CB              | 4               | 4               | UCL                | 8                  | 2                  | SB          | 0           | 0           | 39     | 16     |        |
| Totale Anversa     | Totale Anversa     | Totale Anversa     | 57+6       | 26+2       |                 | 9               | 7               |                    | 13                 | 2                  |             | 0           | 0           | 85     | 37     |        |
| Totale carriera    | Totale carriera    | Totale carriera    | 292        | 107        |                 | 33              | 22              |                    | 28                 | 7                  |             | 2           | 0           | 362    | 136    |        |

### Cronologia presenze e reti in nazionale
| Cronologia completa delle presenze e delle reti in nazionale ― Paesi Bassi | Cronologia completa delle presenze e delle reti in nazionale ― Paesi Bassi | Cronologia completa delle presenze e delle reti in nazionale ― Paesi Bassi | Cronologia completa delle presenze e delle reti in nazionale ― Paesi Bassi | Cronologia completa delle presenze e delle reti in nazionale ― Paesi Bassi | Cronologia completa delle presenze e delle reti in nazionale ― Paesi Bassi | Cronologia completa delle presenze e delle reti in nazionale ― Paesi Bassi | Cronologia completa delle presenze e delle reti in nazionale ― Paesi Bassi |
| Data                                                                       | Città                                                                      | In casa                                                                    | Risultato                                                                  | Ospiti                                                                     | Competizione                                                               | Reti                                                                       | Note                                                                       |
| -------------------------------------------------------------------------- | -------------------------------------------------------------------------- | -------------------------------------------------------------------------- | -------------------------------------------------------------------------- | -------------------------------------------------------------------------- | -------------------------------------------------------------------------- | -------------------------------------------------------------------------- | -------------------------------------------------------------------------- |
| 25-3-2016                                                                  | Amsterdam                                                                  | Paesi Bassi                                                                | 2 – 3                                                                      | Francia                                                                    | Amichevole                                                                 | -                                                                          | 81’                                                                        |
| 29-3-2016                                                                  | Londra                                                                     | Inghilterra                                                                | 1 – 2                                                                      | Paesi Bassi                                                                | Amichevole                                                                 | 1                                                                          | 90+2’                                                                      |
| 27-5-2016                                                                  | Dublino                                                                    | Irlanda                                                                    | 1 – 1                                                                      | Paesi Bassi                                                                | Amichevole                                                                 | -                                                                          | 75’                                                                        |
| 1-6-2016                                                                   | Danzica                                                                    | Polonia                                                                    | 1 – 2                                                                      | Paesi Bassi                                                                | Amichevole                                                                 | 1                                                                          | 74’                                                                        |
| 4-6-2016                                                                   | Vienna                                                                     | Austria                                                                    | 0 – 2                                                                      | Paesi Bassi                                                                | Amichevole                                                                 | 1                                                                          | 20’ 65’                                                                    |
| 1-9-2016                                                                   | Eindhoven                                                                  | Paesi Bassi                                                                | 1 – 2                                                                      | Grecia                                                                     | Amichevole                                                                 | -                                                                          |                                                                            |
| 6-9-2016                                                                   | Solna                                                                      | Svezia                                                                     | 1 – 1                                                                      | Paesi Bassi                                                                | Qual. Mondiali 2018                                                        | -                                                                          |                                                                            |
| 7-10-2016                                                                  | Rotterdam                                                                  | Paesi Bassi                                                                | 4 – 1                                                                      | Bielorussia                                                                | Qual. Mondiali 2018                                                        | 1                                                                          | 84’                                                                        |
| 10-10-2016                                                                 | Amsterdam                                                                  | Paesi Bassi                                                                | 0 – 1                                                                      | Francia                                                                    | Qual. Mondiali 2018                                                        | -                                                                          |                                                                            |
| 9-11-2016                                                                  | Amsterdam                                                                  | Paesi Bassi                                                                | 1 – 1                                                                      | Belgio                                                                     | Amichevole                                                                 | -                                                                          | 27’                                                                        |
| 31-5-2017                                                                  | Marrakech                                                                  | Marocco                                                                    | 1 – 2                                                                      | Paesi Bassi                                                                | Amichevole                                                                 | 1                                                                          | 73’                                                                        |
| 4-6-2017                                                                   | Rotterdam                                                                  | Paesi Bassi                                                                | 5 – 0                                                                      | Costa d'Avorio                                                             | Amichevole                                                                 | 1                                                                          | 77’                                                                        |
| 9-6-2017                                                                   | Rotterdam                                                                  | Paesi Bassi                                                                | 5 – 0                                                                      | Lussemburgo                                                                | Qual. Mondiali 2018                                                        | 1                                                                          |                                                                            |
| 31-8-2017                                                                  | Saint-Denis                                                                | Francia                                                                    | 4 – 0                                                                      | Paesi Bassi                                                                | Qual. Mondiali 2018                                                        | -                                                                          | 64’                                                                        |
| 3-9-2017                                                                   | Amsterdam                                                                  | Paesi Bassi                                                                | 3 – 1                                                                      | Bulgaria                                                                   | Qual. Mondiali 2018                                                        | -                                                                          |                                                                            |
| 7-10-2017                                                                  | Borisov                                                                    | Bielorussia                                                                | 1 – 3                                                                      | Paesi Bassi                                                                | Qual. Mondiali 2018                                                        | -                                                                          | 68’                                                                        |
| 10-10-2017                                                                 | Amsterdam                                                                  | Paesi Bassi                                                                | 2 – 0                                                                      | Svezia                                                                     | Qual. Mondiali 2018                                                        | -                                                                          | 71’                                                                        |
| 14-6-2022                                                                  | Rotterdam                                                                  | Paesi Bassi                                                                | 3 – 2                                                                      | Galles                                                                     | UEFA Nations League 2022-2023 - 1º turno                                   | -                                                                          | 73’                                                                        |
| 22-9-2022                                                                  | Varsavia                                                                   | Polonia                                                                    | 0 – 2                                                                      | Paesi Bassi                                                                | UEFA Nations League 2022-2023 - 1º turno                                   | -                                                                          | 52’ 82’                                                                    |
| 25-9-2022                                                                  | Amsterdam                                                                  | Paesi Bassi                                                                | 1 – 0                                                                      | Belgio                                                                     | UEFA Nations League 2022-2023 - 1º turno                                   | -                                                                          | 46’                                                                        |
| 21-11-2022                                                                 | Doha                                                                       | Senegal                                                                    | 0 – 2                                                                      | Paesi Bassi                                                                | Mondiali 2022 - 1º turno                                                   | -                                                                          | 62’                                                                        |
| 29-11-2022                                                                 | Al Khawr                                                                   | Paesi Bassi                                                                | 2 – 0                                                                      | Qatar                                                                      | Mondiali 2022 - 1º turno                                                   | -                                                                          | 66’                                                                        |
| Totale                                                                     |                                                                            | Presenze                                                                   | 22                                                                         |                                                                            | Reti                                                                       | 7                                                                          |                                                                            |

## Palmarès

### Club

#### Competizioni nazionali
- Campionato messicano: 1

Monterrey: Apertura 2019
- Coppa del Belgio: 1

Anversa: 2022-2023
- Campionato belga: 1

Anversa: 2022-2023
- Supercoppa del Belgio: 1

Anversa: 2023

#### Competizioni internazionali
- CONCACAF Champions League: 1

Monterrey: 2021

### Individuale
- Miglior talento dell'anno in Eredivisie: 1

2015-2016
- Capocannoniere dell’Eredivisie: 1

AZ Alkmaar: 2015-2016 (27 gol)
- Capocannoniere della Copa MX: 1

Toluca: 2019-2020 (7 gol)